# Phil May (Leichtathlet)
Phil May (eigentlich Philip John May; * 20. September 1944 in Blackpool, Vereinigtes Königreich; † 30. November 2014 in Claremont, Western Australia) ist ein ehemaliger australischer Weit- und Dreispringer.
1966 wurde er bei den British Empire and Commonwealth Games in Kingston Sechster im Weitsprung und Zehnter im Dreisprung.
Beim Dreisprung der Olympischen Spiele 1968 in Mexiko-Stadt kam er auf den sechsten Platz.
Im Jahr darauf gelang ihm bei den Pacific Conference Games 1969 ein Doppelsieg im Weit- und Dreisprung. Bei den British Commonwealth Games 1970 in Edinburgh gewann er im Dreisprung Gold und im Weitsprung Silber. In der 4-mal-100-Meter-Staffel schied er mit der australischen Mannschaft im Vorlauf wegen eines verlorenen Stabs aus.
Im Dreisprung holte er bei den Pacific Conference Games 1973 Bronze und wurde bei den British Commonwealth Games 1974 in Christchurch Fünfter.
Viermal wurde er im Weitsprung (1965, 1969–1971) und sechsmal im Dreisprung (1966–1969, 1971, 1973) Australischer Meister.

## Persönliche Bestleistungen
- Weitsprung: 8,04 m, 5. Dezember 1970, Perth
- Dreisprung: 17,02 m, 17. Oktober 1968, Mexiko-Stadt